# Groznyj papa
Groznyj papa (russisk: Грозный папа) er en russisk spillefilm fra 2022 af Karen Oganesjan.

## Medvirkende
- Jevgenij Grisjkovetz som Ivan
- Kirill Käro som Nikita Osipov
- Uljana Pilipenko som Polja Osipova
- Erik Panitj som Romka Osipov
- Irina Voronova som Olga Osipova
- Igor Vernik som Pototskij
- Jelena Safonova som Marta